# モーリス・ビンダー
モーリス・ビンダー（Maurice Binder, 1925年8月25日 - 1991年4月9日
）は、アメリカ合衆国のタイトル・デザイナー。ニューヨーク市生まれ。数多くの映画・テレビドラマで、メインタイトルのデザインを行った。
日本語では「モーリス・バインダー」と表記されることもあるが、原音に近いのは「モーリス・ビンダー」である。

## 来歴
1950年代から1960年代には、ソール・バスと並んで人気のデザイナーであった。ビンダーの作品は鮮やかな色使いに特色があり、『007 ドクター・ノオ』や『シャレード』のオープニング・タイトルで顕著に現れている。
映画『007シリーズ』においては、第1作『ドクター・ノオ』と、第4作『サンダボール作戦』から第16作『消されたライセンス』までの14作品において、タイトル・デザインを担当。よく知られる冒頭のガンバレル・シークエンス（en:gun barrel sequence）や、女性のシルエットのタイトルバックを生み出した。
私生活は質素なもので、女好き・子供好きと言われていたが、結婚して家庭を持つことはなかった。その分、出演する女性には熱意を持って接し、「指先だけ映るモデルがいつの間にかヌードになっている」とスタッフが呆れることもあったという。
シルエット撮影中、前貼りも付けずに撮影を行い、送風機を当てられたヌード・モデルは「下の部分がたなびいてしまった」こともあったという。
ビンダーには子がいなかったため、甥や姪を溺愛した。一方で仕事にはシビアで、よい素材を求めて納得するまで撮りなおすこともしばしばであった。さらに素材を組み合わせる編集作業も緻密であり、試写会ぎりぎりにならないとメインタイトルが完成しない事態も頻繁であったため、スタッフの中でも特に編集者には激怒する者もいた。
メイン・タイトルは65mmフィルムで撮影されており、完成させた映像(1:2.2)は35mmアナモルフィックレンズで撮影された映像1:2.35とは画角が異なっていたが、トリミングを許さず、そのままの状態で35mmに縮小焼き付けされている。そのため、オープニング・シーンでは画面左右にマスクをかけて焼きつけられた。
1991年、肺癌のためロンドンで死去。死後、多数の美術書や絵画を蒐集・所蔵していたことが明らかとなった。ビンダーは生前、これらの名画を部屋に裏返しに掛けていたという。

## ガンバレル・シークエンス
映画『007シリーズ』において、よく知られる冒頭の映像。スクリーンの中を歩いて横切るジェームズ・ボンドが、こちらに向かって銃を撃つと、上方から血が流れ落ちる。ライフルの刻まれたガンバレル（銃身）の中から写した形の映像になっているため、こう呼ばれる。
戯れに銃口の中を覗き込んでみたビンダーが、銃身の内側の造形に感心して使ってみたといわれる。発表の当時から現在に至るまで、初めてその映像を見た者は「目のシンボルか？」「カメラの絞りではないか?」と不思議がる印象的なモチーフである。本来は『007 ドクター・ノオ』のオープニングの冒頭部分に過ぎなかったが、第2作として『007 ロシアより愛をこめて』が製作された際、編集のピーター・ハントの発案で使用されることになったといわれる。以後、第20作『007 ダイ・アナザー・デイ』まで使用され、007シリーズの冒頭を飾る映像として広く親しまれ、多くのパロディを生んでいる。当のビンダーは、一回きりの作品と思って制作費のみを手にしたが、「ライセンス制にしておけば、シリーズごとに収入が入ったのに」と、本気で落胆したと言われる。
- ボブ・シモンズ版…長らくジェームズ・ボンドのスタントを担当したシモンズが初代ガンバレルのボンドである。シモンズの構えは軽くジャンプして正面を向き、着地と同時に発砲する。『ドクター・ノオ』ではオープニングの冒頭にあたり、耳慣れた「ジェームズ・ボンドのテーマ」は発砲後に流れ始める。ドットが左から右に流れる間はピコピコという電子音、ガンバレルが開いてからボンドのテーマがかかるまではグロッケンシュピールの単音をバックにしている。ドットは途中で停止し、左にハリー・サルツマン、右にアルバート・R・ブロッコリのクレジットを当てる。発砲して銃声が鳴った後に右下へ縮小した銃口の周囲には無数のドットが集まり、タイトルの「Dr.NO」に変化するが、銃口は「O」となる。『007 ロシアより愛をこめて』と『007 ゴールドフィンガー』でも使用されたが、「ボンドのテーマ」はドットから流れている。サルツマン&ブロッコリのクレジットはカットされ、ドットは定位置まで進む。すぐにプレタイトル・シークエンスに進むため、銃口跡は右下に縮小後、消滅する。
- ショーン・コネリー版…『007 サンダーボール作戦』でボンド役のコネリーに交代し、以後コネリーが出演した3作で使用した。コネリーの構えは前傾して脇の高さに構えた馴染み深いポーズ。ドットの内側にアバン・タイトルを配し、ワイプしてアバン・タイトルに入る現在のスタイルに変化した。『サンダーボール作戦』ではコネリーはカラーで映っていたが、『007は二度死ぬ』以降はモノクロになっている。復帰作の『007 ダイヤモンドは永遠に』では、ライフル面に若干の鏡面処理が施されている。
- ジョージ・レーゼンビー版…『女王陛下の007』のみに出演したレーゼンビーによる唯一のガンバレル。『ドクター・ノオ』と同じく、冒頭のドット部分でサルツマンandブロッコリのクレジットが入る。レーゼンビーの構えは片膝を突いたもの。『ダイヤモンドは永遠に』ほどではないが鏡面処理されている。また、このバージョンのみ、血が画面下へ流れきる前に銃口がフェード・アウトする、血でボンドが消えてしまうという違いがある。
- ロジャー・ムーア・ビスタ版…ビスタ・サイズ作品の『死ぬのは奴らだ』と『黄金銃を持つ男』で使用された。ムーアの構えは左手を右腕に添えるもの。歴代ボンドでは唯一の両手撃ち。銃口の振れ幅が左右で大きく異なっている。従来のガンバレルは開いてからボンドを追っていたが、ムーア版では開きながらボンドを追う。このバージョンからボンドが帽子をかぶらなくなった。『黄金銃を持つ男』ではドットが青みがかっていたが、VHS化の際に白く差し替えられた。しかし、旧DVD版では青いマスターが使用され、デジタルリマスター版以降は再び白く処理された。
- ロジャー・ムーア・ワイドスクリーン版…ワイドスクリーン作品の私を愛したスパイ以降の作品で使用された。構えは左手を右手に添えたもの。このバージョンからボンドがタキシードを着るようになり、ブロスナン版まで一貫していた。また「ジェームズ・ボンドのテーマ」も、お馴染みのジャズ・アレンジのみならずロックやクラシックなど作品によって様々なアレンジが使用された。
- ティモシー・ダルトン版…『007 リビング・デイライツ』と『007 消されたライセンス』で使用。ダルトンの構えは抜き身の状態から中腰で正面を向いて撃つスタイル。タキシードはムーア版と異なり、カマーバンドを着けている。また、未使用に終わったが初代のボブ・シモンズ版を意識したジャンプをして正面を撃つバージョンも存在する。
- ピアース・ブロスナン版…『007 ゴールデンアイ』以後で使用。顔の真正面に銃を構えているスタイル。ライフル面に鏡面処理が施され、銃身の動きに合わせて光の模様が変化しているが、最終的にはおなじみの形になるように計算された物になっている。また、ボンドを追い始める段階では銃口は大きく、中央に寄るにつれて縮小されている。シリーズ40周年記念兼通算20作記念というダブルアニバーサリー作品となった『007 ダイ・アナザー・デイ』では、ボンドの撃った弾丸がガンバレル内に飛び込んでくるさまがCGで加筆されている。また、『007 ゴールデンアイ』から『007 ワールド・イズ・ノット・イナフ』までは発砲後における「ボンドのテーマ」の使用ヶ所が、長年親しまれたギター・リフのメロディーではなくなり、そのうち『007 トゥモロー・ネバー・ダイ』からの2作は曲のラスト部分のメロディーになっている。『ダイ・アナザー・デイ』では再びギター・リフの部分が使用されている。
- ダニエル・クレイグ版…ここからガンバレル・シークエンスのお決まりがかなり払拭される。初登場の『007 カジノ・ロワイヤル』ではオープニング前、ボンドが殺害したと思えた敵が起き上がり、床に転がっていた銃でボンドを撃とうとした瞬間、ボンドが振り返り持っていた銃を発砲。その瞬間がガンバレル・シークエンスの構図になり、そのままオープニングに突入する。『007 慰めの報酬』では本来のスタイルのガンバレル・シークエンスが登場するようになったが、オープニングではなく最後に映された。またビジュアルが大幅に変更されており、歩く速さも歴代最速だった。次の『007 スカイフォール』でも最後に映されたが、歩く速度は落ちている。『007 スペクター』ではガンバレルは冒頭に戻り、ライフリングの鏡面処理がなくなり、ダルトン版以前の往年のスタイルに近い物になっている。『007/ノー・タイム・トゥ・ダイ』でも引き続き冒頭で流されたが、ユニバーサル・ピクチャーズのロゴがそのままガンバレル・シークエンスのドットになる演出がなされた。再度ビジュアルが変更され再び鏡面処理がされるようになり、血が流れる描写がなく銃口が移動せずにクロスフェードでそのまま本編に突入する。

## 主要作品

### タイトル・デザイン

#### 007シリーズ
- 007 ドクター・ノオ（1962年）
- 007 ロシアより愛をこめて（1963年）…ガンバレル・シークエンスのみ（クレジットなし）
- 007 ゴールドフィンガー（1964年）…ガンバレル・シークエンスのみ（クレジットなし）
- 007 サンダーボール作戦（1965年）
- 007は二度死ぬ（1967年）
- 女王陛下の007（1969年）
- 007 ダイヤモンドは永遠に（1971年）
- 007 死ぬのは奴らだ（1973年）
- 007 黄金銃を持つ男（1974年）
- 007 私を愛したスパイ（1977年）
- 007 ムーンレイカー（1979年）
- 007 ユア・アイズ・オンリー（1981年）
- 007 オクトパシー（1983年）
- 007 美しき獲物たち（1985年）
- 007 リビング・デイライツ（1987年）
- 007 消されたライセンス（1989年）

#### 007シリーズ以外
- 犯人を逃がすな（1951年）　日本未公開
- ジェイムス・ディーン物語（1957年）
- 無分別（1958）
- ピーター・セラーズのマ☆ウ☆ス（1959年）
- 太陽がいっぱい（1960年）
- 芝生は緑（1960年）
- さよならをもう一度（1961年）
- ソドムとゴモラ（1962年）
- 月ロケット・ワイン号（1963年）
- 愛と歌の日々（1963年）
- シャレード（1963年）
- 腰抜けアフリカ博士（1963年）
- 逃げる男（1963年）
- 愛の勝利（1963年）
- 長い船団（1964年）
- 第七の暁（1964年）
- 人間の絆（1964年）
- 反撥（1965年）
- 若き日のキャシディ（1965年）
- のぞき（1965年）
- アラベスク（1966年）
- 逃亡地帯（1966年）
- カレードマン大胆不敵（1966年）
- じゃじゃ馬ならし（1967年）
- バーバレラ（1967年）
- いつも2人で（1967年）
- 魚が出てきた日（1967年）
- 空から赤いバラ（1967年）
- 悪いことしましョ!（1967年）
- 10億ドルの頭脳（1967年）
- 怪奇と幻想の島（1968年）　日本未公開
- 西部野郎奮戦記（1969年）
- ふたりは恋人（1969年）
- 空軍大戦略（1969年）
- 嵐が丘（1970年）
- シャーロック・ホームズの冒険（1970年）
- 戦争と冒険（1972年）
- 夕映え（1974年）
- ゴールド（1974）
- ロリーポップ（1976年）
- ロジャー・ムーア/冒険野郎（1976年）
- ワイルド・ギース（1978年）
- ドラキュラ（1979年）
- シーウルフ（1980年）
- ピラミッド（1980年）
- エメラルド大作戦（1981年）
- Mr.早射ちマン（1985年）
- マックス、モン・アムール（1986年）
- 上海サプライズ（1986年）
- ラストエンペラー（1987年）
- ジョンソンの生き方（1990年）
- シェルタリング・スカイ（1990年）
- ハムレット（1990年）
- 大地の囚われ人（1993年）

### その他
- 『ファイナル・カウントダウン』（1980年）におけるタイムスリップのシーンと、『007 オクトパシー』のタイトルバックで使われている特殊視覚効果が似ている。